# Драгослав Михайлович
Драгослав "Драган" Михайлович (сербохорв. Dragoslav Mihajlović, 13 грудня 1906, Алексінац, Сербія — 18 червня 1978, Сейл, Австралія) — югославський футболіст і тренер, що грав на позиції захисника, зокрема, за клуб БСК «Белград», а також національну збірну Югославії.

## Біографія
Був поліцейським, що не заважало йому грати в футбол, і залишався на посаді до 1944 року, коли покинув Югославію (ніколи не повернувся) і поїхав до Австралії, де жив і помер від хвороби 18 червня 1978 року на 72-му році життя в місті Сейл, округ Ґіпсленд. 

## Клубна кар'єра
У футболі дебютував 1929 року виступами за команду БСК «Белград», кольори якої захищав протягом семи років.

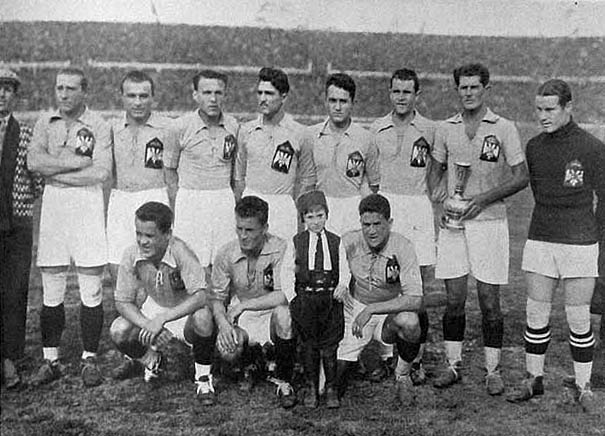
Збірна Югославії під час ЧС-1930 в Уругваї
Стоять: Михайлович, Стефанович, Джокич, Вуядинович, Арсеньєвич, Секулич, Івкович,
Якшич. Сидять: Тирнанич, Мар'янович, Бек

23 листопада 1930 року, граючи за БСК «Белград» в матчі проти СК «Славія» (1:3) у Празі отримав важку травму, яка вибила його з гри майже на два роки. Михайлович так і не зміг досягти попередньої форми. Він також грав за СК «Єдинство» з Белграда (1936-1940).

## Виступи за збірну
1930 року дебютував в офіційних матчах у складі національної збірної Югославії в товариському матчі проти збірної Болгарії в Софії, який закінчився внічию 2:2. Протягом цього року провів у національній команді всі свої 4 матчі.
Був учасником чемпіонату світу 1930 року в Уругваї, де зіграв проти Бразилії (2:1), Болівії (4:0) і Уругваю (1:6).

## Титули і досягнення
- Бронзовий призер чемпіонату світу: 1930